# Podhujka
Podhujka (znanstveno ime Caprimulgus europaeus) je ptica iz družine podhujk (Caprimulgidae), ki gnezdi po skoraj vsej Evropi in prek Srednje Azije do skoraj skrajnega vzhoda Evrazije.
Najpogostejša je v zahodni in osrednji Sloveniji, manjša osredotočenja so še v Primorju in na Krasu, medtem ko so posamezne lokalitete raztresene v Gornjesavski dolini, ob Sotli, v Slovenskih goricah in na Goričkem.

## Življenjski prostor
Podhujka prebiva v toploljubnih sestojih gradna, rdečega in črnega bora, bogatih z jasami v različnih stadijih vegetacijskega nasledstva, od poseke prek vresničevja do pritlehnega grmičevja. Gnezdi v prisojah in v zatišju, na toplih tleh med koščki drevesne skorje.

## Galerija
- Mlada podhujka v Furlaniji-Julijski krajini